# Ordóñez
Ordóñez är en ort i Argentina.   Den ligger i provinsen Córdoba, i den centrala delen av landet, 500 km väster om huvudstaden Buenos Aires. Ordóñez ligger 138 meter över havet och antalet invånare är 2 328.
Terrängen runt Ordóñez är mycket platt. Runt Ordóñez är det glesbefolkat, med 9 invånare per kvadratkilometer.. Närmaste större samhälle är Justiniano Posse, 18,2 km öster om Ordóñez.
Trakten runt Ordóñez består till största delen av jordbruksmark.